# International Earth Rotation and Reference Systems Service
International Earth Rotation and Reference Systems Service (IERS), till 2 april 2002 International Earth Rotation Service, är en organisation som kontinuerligt följer jordens rotationsrörelser och parametrar samt astronomiska referensramar (som ICRF).  Dessa påverkar till exempel astronomiska observationer och civil tidshållning.

## Skottsekunder
En av IERS uppgifter är att bestämma när man lägger in skottsekunder i tidsskalan UTC för att den skall följa jordens något avtagande rotation. UTC har samma takt som tidsskalan TAI, som egentligen är en uppräkning av sekunder som de är definierade i Internationella måttenhetssystemet men för att UTC skall följa jordens rotation får den skilja sig högst 0,9 sekunder från tidsskalan UT1, som följer på jordens rotation.